# Sotosalbos
Sotosalbos – gmina w Hiszpanii, w prowincji Segowia, w Kastylii i León, o powierzchni 23,92 km². W 2011 roku gmina liczyła 136 mieszkańców.